# Луцій Цинцій Алімент
Луцій Цинцій Алімент (240—190 роки до н. е.) — один з перших давньоримських істориків (анналістів). Був сучасником Квінта Фабія Піктора. Походив з старовинного плебейського багатого роду. Був сенатором й відігравав значну роль у Римській республіці часу Другої Пунічної війни. У 210 році до н. е. був претором, а у 209 році став пропретором Сицилії. після цього його ім'я часто зустрічається і війнах з Ганнібалом Барка. Луцій Алімент потрапив у полон до карфагенян у 208 році, де потоваришував з Ганнібалом. Праця Цинція не дійшла дотепер, проте за фрагментами можливо визначити його зміст. Ця праця була присвячена римській історії до Другої Пунічної війни. Писав її він грецькою мовою. Практично неможливо оцінити значущість роботи Луція Цинція, немає точних відгуків щодо неї.